# Platycoelia baessleri
Platycoelia baessleri är en skalbaggsart som beskrevs av Ohaus 1904. Platycoelia baessleri ingår i släktet Platycoelia och familjen Rutelidae. Inga underarter finns listade i Catalogue of Life.